# Heliamphora glabra
Heliamphora glabra ist eine Art aus der Gattung der Sumpfkrüge (Heliamphora), es handelt sich dabei um eine fleischfressende (präkarnivore) Pflanze. Die Art wurde ursprünglich als Varietät von Heliamphora heterodoxa angesehen, erst 2006 wurde sie als Art gegen diese abgesetzt.

## Beschreibung

### Habitus
Heliamphora glabra ist eine mehrjährige, krautige Pflanze. Sie wächst aus einem sich verzweigenden Rhizom, was zur Bildung kleiner Kolonien führt.

### Blätter
Bei den Blättern der Pflanze handelt es sich um 30 bis 40 cm hohe, am oberen Ende im Durchmesser bis zu 8 cm weite, schräg geöffnete Schläuche. Der untere, leicht ausgebauchte Teil der Schläuche nimmt dabei ein Drittel der gesamten Länge des Schlauches ein, der obere, röhrenförmige Teil verbreitert sich nur schwach, am oberen Ende öffnet sich der Schlauch dann relativ weit. Über der Öffnung befindet sich ein kleiner, flaumig behaarter, signalrot gefärbter, hutförmiger „Deckel“, ca. drei Zentimeter lang und einen Zentimeter breit, der mit Nektarien versehen ist. Seine Funktion dürfte die Anlockung von Beute sein.
Das Blattinnere ist weitgehend glatt, nur der Rand der Öffnung ist schwach behaart und im untersten Schlauchbereich finden sich Borsten.

### Blüten
Am Ende eines rund 80 Zentimeter langen, haarlosen Stängels befindet sich eine Einzelblüte mit vier spitz-lanzettlichen, weißen bis blassrosanen Blütenblättern mit einem Durchmesser von acht bis zehn Zentimetern.

## Verbreitung
Die Art findet sich auf mehreren venezolanischen Tepuis südöstlich des Roraima-Massivs, möglicherweise auch im Osten des Roraimatepuis selbst. Sie bevorzugt vollsonnige Standorte in Sümpfen.